# Desoxyadenosine
Desoxyadenosine is een desoxyribonucleoside die is opgebouwd uit adenine en desoxyribose (een pentose). Het is een derivaat van het ribonucleoside adenosine.